# Особистий дохід
Особистий дохід — грошовий дохід працівника, що складається із заробітної плати і додаткових платежів, включаючи дивіденди, відсотки, ренту, премії, трансферти. Обчислюється до вирахування податків. Розрізняють номінальний дохід, обчислений безпосередньо в грошовій формі, і реальний дохід, обчислений з урахуванням купівельної спроможності грошей, що визначається рівнем цін.